# Salvage (film, 2009)
Pour les articles homonymes, voir Salvage.
Pour plus de détails, voir Fiche technique et Distribution.
Salvage est un film d'horreur britannique réalisé par Lawrence Gough, sorti en 2009.

## Synopsis
Un père divorcé accompagne sa fille afin qu'elle passe le week-end de Noël chez Beth, sa mère. La fille est étonnée de ne trouver personne dans la maison pour l'accueillir, sachant où est cachée la clé de l'entrée, elle pénètre à l'intérieur de la demeure, et surprend sa mère en train de faire l'amour avec un inconnu. La fille s'enfuit, sa mère la poursuit, elles s'invectivent violemment. C'est à ce moment-là que surgissent des militaires armés jusqu'aux dents qui mettent tout le monde en joue et qui demandent aux gens de se barricader. Beth et son amant se retrouvent donc enfermés, seuls, dans la maison de celle-ci. De la fenêtre ils voient leur voisin, un docteur armé d'un couteau se faire tuer par les militaires. Beth n'aura plus qu'un objectif, rejoindre sa fille (qui est censée se trouver chez des amies dans une maison de l'autre côté de la rue) et fuir avec elle, son amant d'abord réticent tentera de l'aider, mais leur route sera jonchée de cadavres sans qu'ils ne comprennent ce qui se passent, jusqu'à ce qu'un soldat qu'ils tentent de sauver finisse par leur confier l'horrible vérité : les troupes d'assaut sont là pour neutraliser un monstre, fruit d'une expérience interdite qui a mal tourné, mais également tous les témoins...

## Fiche technique
- Titre : Salvage
- Titre québécois : Confinement
- Réalisation : Lawrence Gough
- Scénario : Colin O'Donnell, Alan Patterson
- Musique  : Stephen Hilton
- Photographie : Simon Tindal
- Producteur : Julie Lau
- Genre : Film d'horreur
- Durée : 79 minutes
- Dates de sortie :
  -  Royaume-Uni : 21 juin 2009 (Edinburgh Film Festival)
  -  Royaume-Uni : 2 mars 2010

## Distribution
- Neve McIntosh : Beth
- Shaun Dooley : Kieran
- Linzey Cocker : Jodie
- Dean Andrews : Clive
- Debbie Rush : Pam
- Kevin Harvey : Akede
- Ray Nicholas : le sergent major
- Paul Opacic : le caporal Simms
- Ben Batt : le soldat Jones